# Déclaration des droits du déficient mental
Pour les articles homonymes, voir Déclaration des droits (homonymie).
La Déclaration des droits du déficient mental est une déclaration de droits adoptée dans le cadre de l'Organisation des Nations unies (ONU) dans le but d'apporter une protection particulière aux déficients mentaux.